# Adolfo Baloncieri
Adolfo “Balon” Baloncieri (* 27. Juli 1897 in Castelceriolo d’Alessandria; † 23. Juli 1986 in Alessandria) war ein italienischer Fußballspieler und -trainer.
Der Mittelstürmer zählt bis heute zu den erfolgreichsten Torschützen in der italienischen Nationalmannschaft.

## Spielerkarriere

### Im Verein
Adolfo Baloncieri begann seine Karriere bei seinem Heimatverein US Alessandria Calcio in der Saison 1919, der ersten Spielzeit nach dem Ende des Ersten Weltkrieges. Bei den Piemontesen spielte er in einer Mannschaft mit dem Nationalspieler Carlo Carcano, welcher später als Trainer Juventus Turin zu fünf Meistertiteln führte.
In der ersten Saison scheiterte der Verein noch in der Semifinalrunde der Nordliga, im darauf folgenden Jahr gelang dann nach einem Entscheidungsspiel gegen den FC Modena der Aufstieg in die Finalrunde der Nordliga, wo die Mannschaft schließlich am späteren Meister US Pro Vercelli scheiterte. Auch in den Folgejahren gehörte Alessandria – nicht zuletzt auf Grund der Tore Baloncieris – zu den stärkeren Mannschaften Norditaliens, zu einer Finalqualifikation reichte es jedoch nicht mehr.
1925 verließ Baloncieri seinen Heimatverein und spielte fortan für den FC Turin. Schon in seiner ersten Saison war er erfolgreichster Torschütze des Vereins, der in der Gruppenphase knapp am FC Bologna scheiterte. Im nächsten Jahr sorgte die Sturmreihe um Baloncieri, Julio Libonatti und Gino Rossetti für Siege in der Gruppenphase wie auch im Finalturnier. Der Meistertitel wurde Turin jedoch aberkannt, da Vereinsfunktionäre dem Juventus-Spieler Luigi Allemandi ein Bestechungsangebot gemacht hatten. In der darauf folgenden Saison schafften die Turiner wieder den Sieg im Finalturnier und damit den ersten Meistertitel in der Vereinsgeschichte.
Auch 1929 erreichte Turin das Finale um die italienische Meisterschaft, musste sich jedoch im Entscheidungsspiel dem FC Bologna geschlagen geben. In der danach eingeführten einheitlichen Serie A konnte sich die Mannschaft zwar jeweils in der oberen Tabellenhälfte platzieren, aber der Titel konnte nicht mehr erreicht werden, auch Baloncieris Toranzahl ging stetig zurück.
1932 wechselte er noch zu Comense, beendete aber bald danach seine aktive Karriere. Insgesamt bestritt er 316 Meisterschaftsspiele und erzielte dabei 169 Tore.

### In der Nationalmannschaft
Baloncieri gab sein Debüt in der Nationalmannschaft im Mai 1920 gegen die Niederlande. Unmittelbar danach stand er im italienischen Team, das an den Olympischen Sommerspielen 1920 in Antwerpen teilnahm, wobei er in drei Spielen zum Einsatz kam und ein Tor gegen Ägypten erzielte.
Er gehörte während der 1920er Jahre zur Stammformation der Nationalmannschaft und nahm auch noch an den Olympischen Sommerspielen 1924 (drei Spiele, ein Tor) und 1928 (fünf Spiele, sechs Tore, Gewinn der Bronzemedaille) teil.
Auch beim erstmals ausgetragenen Europapokal der Fußball-Nationalmannschaften 1927 bis 1930 wurde er bei fünf Spielen eingesetzt und führte die italienische Mannschaft als Kapitän zum Pokalsieg.
Insgesamt bestritt Baloncieri 47 Spiele in der Nationalmannschaft (davon 28 als Kapitän) und erzielte 25 Tore, was bis heute einen Platz unter den zehn erfolgreichsten Torschützen der Squadra Azzurra bedeutet. Als er 1930 seine Karriere im Nationalteam beendete, war er sowohl Rekordspieler als auch Rekordtorschütze. 1927 schoss er gegen die Schweiz das hundertste Tor in der Geschichte der italienischen Nationalmannschaft.

## Trainerkarriere
Schon in seiner letzten aktiven Saison 1931/32 beim AC Turin übernahm er gemeinsam mit Giuseppe Aliberti auch das Training der Mannschaft. Auch bei Comenese war er gleichzeitig Trainer und blieb dies auch nach Ende seiner aktiven Karriere bis 1934.
1934 übernahm er den Trainerposten beim AC Mailand, mit dem er in zwei Saisonen nicht über Plätze im Mittelfeld hinauskam und im Laufe der dritten Saison abgelöst wurde. Es folgten Trainerstationen bei Novara Calcio und AC Liguria. In der Saison 1939/40 trainierte er den SSC Neapel, wurde aber bald von Antonio Vojak abgelöst. Danach kehrte er in seine Heimatstadt zurück und betreute Alessandria, wo er sich im Alter von 47 Jahren im Rahmen der Kriegsmeisterschaft nochmals selbst aufstellte.
Nach Kriegsende übernahm er nochmals für eine Saison den AC Milan, ehe er 1946 Trainer beim FC Chiasso in der Schweiz wurde. Ein Jahr später wechselte er zur Sampdoria Genua, die er bis 1950 betreute, als beste Platzierung konnte hier ein fünfter Platz erreicht werden. Danach unterschrieb er bei der AS Rom, wurde jedoch schon nach wenigen Monaten abgelöst.
Weitere Trainerstationen waren noch zwei weitere Male der FC Chiasso sowie die US Palermo.

## Erfolge

### Als Spieler
- Europapokal der Fußball-Nationalmannschaften: 1927 bis 1930
- Bronzemedaille bei den Olympischen Sommerspielen: 1928
- Italienische Meisterschaft: 1927/28